# Fumio Karashima
Fumio Karashima (Japans: 辛島文雄) (9 maart 1948 – 24 februari 2017) was een Japanse jazz-pianist.

## Biografie
Karashima begon op zijn derde piano te spelen. Zijn vader was muziekleraar aan Kyushu University; Karashima studeerde aan dezelfde universiteit. Hij woonde in 1973 in New York, maar keerde het jaar erop terug naar Japan, waar hij zich in 1975 aansloot bij de band van drummer George Ohtsuka. In 1980 ging hij spelen in Elvin Jones' Jazz Machine en was hier vijf jaar actief. Met Jones toerde hij in Europa en de Verenigde Staten. Hierna ging hij voornamelijk solo spelen, maar hij leidde wel een paar jaar een kwintet, van 1988 tot 1991. In de jaren 90 toerde hij vaak in het buitenland. Karashima overleed in 2017 aan de gevolgen van kanker.

## Discografie
Een asterisk (*) na het jaar geeft het jaar van de release aan.

### Als leider/mede-leider
| Jaar  | Titel               | Label                 | Opmerkingen                                                                                         |
| ----- | ------------------- | --------------------- | --------------------------------------------------------------------------------------------------- |
| 2015* | Everything I Love   | Pit Inn               | Solo-piano                                                                                          |
| 2014* | A Time for Love     | Pit Inn               | Trio, met Satsuki Kusui (bas), Nobuyuki Komatsu (drums)                                             |
| 2012* | Summertime          | Pit Inn               | Kwintet, met Atsushi Ikeda en Masanori Okazaki (sax), Satsuk Kusui (bas), Nobuyuki Komastsu (drums) |
| 2010* | E.J. Blues          | Pit Inn               | Kwartet, met Masanori Okazaki (sax), Ryu Kawamura (bas), Takeo Moriyama (drums)                     |
| 2008  | Moon River          | VideoArts             | Solo-piano                                                                                          |
| 2005  | Great Time          | VideoArts             | Trio, met Drew Gress (bas), Jack DeJohnette (drums)                                                 |
| 2003  | It's Just Beginning | VideoArts             | Trio, met Yosuke Inoue (bas), Shingo Okudaira (drums)                                               |
| 2002  | Grand New Touch     | VideoArts             | Duo, met Kei Akagi (piano)                                                                          |
| 2001  | The Elysian Air     | VideoArts             | Trio, met Yosuke Inoue (bas), Shingo Okudaira (drums)                                               |
| 1999* | Rencontre           | Emarcy, Polydor Japan | Duet, met Toots Thielemans                                                                          |
| 1983  | Round Midnight      | Absord                | Kwartet, met Larry Coryell (gitaar), Ikuo Sakurai (bas), Motohiko Hino (drums)                      |
| 1982  | Elegant Evening     | Absord                | Trio, met Ikuo Sakurai (bas), Motohiko Hino (drums)                                                 |
| 1981  | A Child in the Wind | Absord                | Trio, met Richard Davis (bas), George Ohtsuka (drums)                                               |
| 1980  | Sho                 | Absord                | Trio, met Nobuyoshi Ino (bas), George Ohtsuka (drums)                                               |
| 1978  | Hot Islands         | Absord                | Kwartet, met Mabumi Yamaguchi (sax), Miroslav Vitous (bas), George Ohtsuka (drums)                  |
| 1978  | Moonflower          | Absord                | Trio, met Andy McCloud (bss), Elvin Jones (drums)                                                   |
| 1977  | Gathering           | Three Blind Mice      | Meeste tracks met een trio, met Isao Suzuki (bas), George Ohtsuka (drums); een track solo           |
| 1977  | Landscape           | Whynot                | Trio, met George Mraz (bas), Motohiko Hino (drums)                                                  |
| 1975  | Piranha             | Whynot                | Trio, met Isao Suzuki (bas), Jimmy Hopps (drums)                                                    |